# Strangalia auripilis
Strangalia auripilis là một loài bọ cánh cứng trong họ Cerambycidae.